# Estación de Fehraltorf
La estación de Fehraltorf es una estación ferroviaria de la comuna suiza de Fehraltorf, en el Cantón de Zúrich.

## Historia y ubicación
La estación de Fehraltorf fue inaugurada en 1876 con la apertura de la línea férrea que comunica a Effretikon con Hinwil.
La estación se encuentra ubicada en el centro del núcleo urbano de Fehraltorf. Cuenta con dos andenes laterales a los que acceden dos vías pasantes. Además también existe una vía muerta y en el noroeste de la estación parte un ramal hacia una industria.
En términos ferroviarios, la estación se sitúa en la línea Effretikon - Hinwil. Sus dependencias ferroviarias colaterales son la estación de Illnau hacia Effretikon y la estación de Pfäffikon en dirección Hinwil.

## Servicios ferroviarios
Los servicios ferroviarios de esta estación están prestados por SBB-CFF-FFS:

### S-Bahn Zúrich
La estación está integrada dentro de la red de trenes de cercanías S-Bahn Zúrich, y en la que efectúan parada los trenes de una línea perteneciente a S-Bahn Zúrich:
- S 3 (Bülach –) Hardbrücke –  Zúrich HB – Stadelhofen – Effretikon – Wetzikon
- S 19 (Koblenz – Baden –) Dietikon – Zúrich HB – Wallisellen – Effretikon (– Pfäffikon ZH)